# 保寧市
保寧市（：／ Boryeong si */?），是大韓民國忠清南道西部的一個城市，面臨黃海。面積636.5平方公里，2007年人口107,475人。下分1邑、10面、5洞。
以海灘和泥漿聞名。

## 行政区划
- 熊川邑（웅천읍）
- 周浦面（주포면）
- 舟橋面（주교면）
- 鰲川面（오천면）
- 川北面（천북면）
- 靑所面（청소면）
- 靑蘿面（청라면）
- 藍浦面（남포면）
- 珠山面（주산면）
- 嵋山面（미산면）
- 聖住面（성주면）
- 大川1洞（대천1동）
- 大川2洞（대천2동）
- 大川3洞（대천3동）
- 大川4洞（대천4동）
- 大川5洞（대천5동）

## 歷史
1986年1月1日設大川市。1995年1月1日該市與保寧郡合併為保寧市。

## 交通
長項線、西海岸高速公路經過。

## 姐妹城市
- 大韓民國忠清北道丹陽郡、仁川廣域市南洞區
- 中华人民共和国上海市青浦區
- 日本神奈川區藤澤市
- 美国華盛頓州岸線市